# Azorastia minutissima
Azorastia minutissima is een vliegensoort uit de familie van de Nannodastiidae. De wetenschappelijke naam van de soort is voor het eerst geldig gepubliceerd in 1945 door Frey.